# Boykin španěl
Boykin španěl je středně velké plemeno psa, španěl vyšlechtěný k lovu divokých kachen a krocanů u řeky Wateree River v Jižní Karolíně. Samci tohoto plemene měří v kohoutku 39,4–43,18 cm a váží 13,6–18,2 kg, samice měří 35–41,91 cm a váží 11,4–15,9 kg. Srst může být hladká až mírně kudrnatá, asi 1 až 2 cm dlouhá, a má játrové až čokoládové zbarvení. Barva očí se pohybuje od zlaté až po jantarovou.